# Voetbal op de Tuvalu Games 2013
Voetbal op de Tuvalu Games 2013 heeft plaatsgevonden van 4 mei 2013 tot en met 24 juni 2013. Het was de 6de editie van het door de TNFA georganiseerde Tuvalu Games. Alle wedstrijden werden bij het Tuvalu Sports Ground gehouden.
De titelverdediger is FC Tofaga.
Tofaga A wint de finale met 1-0 tegen Nauti A, en heeft al voor de derde keer de Tuvalu Games gewonnen.

## Deelnemende clubs
| Club            | Eiland     |
| --------------- | ---------- |
| Lakena United A | Nanumea    |
| Manu Laeva A    | Nukulaelae |
| Nanumaga A      | Nanumanga  |
| Nauti A         | Funafuti   |
| Niutao A        | Niutao     |
| Nui A           | Nui        |
| Tamanuku A      | Nukufetau  |
| Tofaga A        | Vaitupu    |

### Groep 1
| Land           | Wed | Win | Gel | Ver | DV | DT | +/- | Pnt |
| -------------- | --- | --- | --- | --- | -- | -- | --- | --- |
| Tofaga         | 3   | 2   | 1   | 0   | 8  | 4  | +4  | 7   |
| Manu Laeva     | 3   | 1   | 2   | 0   | 7  | 3  | +4  | 5   |
| Tamanuku       | 3   | 1   | 1   | 1   | 3  | 4  | -1  | 4   |
| Ha'apai United | 3   | 0   | 0   | 3   | 2  | 9  | -7  | 0   |

|            |                                                           |       |              |                                |
| 4 mei 2013 | Tofaga                                                    | 4 - 1 | Tamanuku     | Tuvalu Sports Ground, Funafuti |
| 4 mei 2013 | Tuilasi Panapa Eviseni Malau James Lepaio Onosai Takataka |       | Mafoa Petaia | Tuvalu Sports Ground, Funafuti |

|            |                                                                  |       |                |                                |
| 4 mei 2013 | Manu Laeva                                                       | 5 - 1 | Ha'apai United | Tuvalu Sports Ground, Funafuti |
| 4 mei 2013 | Peleuila Selau Akelei Lima'alofa Malofou Suamalie Siale Suamalie |       | Mumuni Opeta   | Tuvalu Sports Ground, Funafuti |

|             |                |       |              |                                |
| 11 Mei 2013 | Ha'apai United | 1 - 2 | Tofaga       | Tuvalu Sports Ground, Funafuti |
| 11 Mei 2013 | Aviata Esene   |       | Reme Timuani | Tuvalu Sports Ground, Funafuti |

|             |            |       |          |                                |
| 11 mei 2013 | Manu Laeva | 0 - 0 | Tamanuku | Tuvalu Sports Ground, Funafuti |
| 11 mei 2013 |            |       |          | Tuvalu Sports Ground, Funafuti |

|             |                         |       |                |                                |
| 18 mei 2013 | Tamanuku                | 2 - 0 | Ha'apai United | Tuvalu Sports Ground, Funafuti |
| 18 mei 2013 | Elia Petaia Tefou Foufa |       |                | Tuvalu Sports Ground, Funafuti |

|             |                       |       |                   |                                |
| 18 mei 2013 | Tofaga                | 2 - 2 | Manu Laeva        | Tuvalu Sports Ground, Funafuti |
| 18 mei 2013 | Eric Tealofi Uota Ale |       | Akelei Lima'alofa | Tuvalu Sports Ground, Funafuti |

### Groep 2
| Land          | Wed | Win | Gel | Ver | DV | DT | +/- | Pnt |
| ------------- | --- | --- | --- | --- | -- | -- | --- | --- |
| Nauti         | 3   | 2   | 0   | 1   | 6  | 4  | +2  | 6   |
| Niutao        | 3   | 2   | 0   | 1   | 4  | 3  | +1  | 6   |
| Lakena United | 3   | 1   | 1   | 1   | 6  | 6  | 0   | 4   |
| Nui           | 3   | 0   | 1   | 2   | 4  | 7  | -3  | 1   |

|            |                 |       |     |                                |
| 4 mei 2013 | Nauti           | 2 - 0 | Nui | Tuvalu Sports Ground, Funafuti |
| 4 mei 2013 | Taufaiva Andrew |       |     | Tuvalu Sports Ground, Funafuti |

|            |        |       |               |                                |
| 6 mei 2013 | Niutao | 1 - 0 | Lakena United | Tuvalu Sports Ground, Funafuti |
| 6 mei 2013 |        |       |               | Tuvalu Sports Ground, Funafuti |

|             |            |       |                          |                                |
| 11 mei 2013 | Nui        | 2 - 3 | Niutao                   | Tuvalu Sports Ground, Funafuti |
| 11 mei 2013 | Percy Alii |       | Feliki Seu Ioane Haumili | Tuvalu Sports Ground, Funafuti |

|             |                                            |       |                                     |                                |
| 11 mei 2013 | Lakena United                              | 4 - 3 | Nauti                               | Tuvalu Sports Ground, Funafuti |
| 11 mei 2013 | Malona Taukatea Matti Uaelesi Lusia Lapane |       | Afelee Valoa Maleko Heiloa Jay Timo | Tuvalu Sports Ground, Funafuti |

|             |                            |       |                 |                                |
| 18 mei 2013 | Lakena United              | 2 - 2 | Nui             | Tuvalu Sports Ground, Funafuti |
| 18 mei 2013 | Matti Uaelesi Lusia Lapane |       | Alii Lemi Apepi | Tuvalu Sports Ground, Funafuti |

|             |          |       |        |                                |
| 18 mei 2013 | Nauti    | 1 - 0 | Niutao | Tuvalu Sports Ground, Funafuti |
| 18 mei 2013 | Jay Timo |       |        | Tuvalu Sports Ground, Funafuti |

## Knock-outfase

### Wedstrijdschema
|  | halve finale      | halve finale      |   |                   | finale             | finale |
|  |                   |                   |   |                   |                    |        |
|  | 25 mei - Funafuti |                   |   |                   |                    |        |
|  | Tofaga            | 1                 |   |                   |                    |        |
|  | Niutao            | 0                 |   |                   |                    |        |
|  |                   |                   |   |                   |                    |        |
|  |                   |                   |   |                   | 24 juni - Funafuti |        |
|  |                   |                   |   |                   | Tofaga             | 1      |
|  |                   | Nauti             | 0 |                   |                    |        |
|  |                   |                   |   |                   |                    |        |
|  |                   |                   |   |                   | derde plaats       |        |
|  | 25 mei - Funafuti | 25 mei - Funafuti |   | 3 juli - Funafuti | 3 juli - Funafuti  |        |
|  | Nauti             | 2                 |   | Niutao            | 1                  |        |
|  | Manu Laeva        | 1                 |   |                   | Manu Laeva         | 5      |

### Halve finales
|             |               |       |        |                                |
| 25 mei 2013 | Tofaga        | 1 - 0 | Niutao | Tuvalu Sports Ground, Funafuti |
| 25 mei 2013 | Eviseni Malau |       |        | Tuvalu Sports Ground, Funafuti |

|             |                    |       |             |                                |
| 25 mei 2013 | Nauti              | 2 - 1 | Manu Laeva  | Tuvalu Sports Ground, Funafuti |
| 25 mei 2013 | Jay Timo Jeff Logo |       | Jelly Selau | Tuvalu Sports Ground, Funafuti |

### Troostfinale
|              |        |                                   |            |                                |
| 24 juni 2013 | Niutao | 1 - 5                             | Manu Laeva | Tuvalu Sports Ground, Funafuti |
| 24 juni 2013 |        | Teake Nukualofa Akelei Lima'alofa |            | Tuvalu Sports Ground, Funafuti |

### Finale
|              |                 |       |       |                                |
| 24 juni 2013 | Tofaga          | 1 - 0 | Nauti | Tuvalu Sports Ground, Funafuti |
| 24 juni 2013 | Etimoni Timuani |       |       | Tuvalu Sports Ground, Funafuti |

## Topscorers
| #  | Naam              | Club            | Doelp |
| -- | ----------------- | --------------- | ----- |
| 1  | Akelei Lima'alofa | Manu Laeva A    | 4     |
| 2  | Teake Nukualofa   | Manu Laeva A    | 3     |
| 3  | Etimoni Timuani   | Tofaga A        | 3     |
| 4  | Matti Uaelesi     | Lakena United A | 3     |
| 5  | Jay Timo          | Nauti A         | 3     |
| 6  | Eviseni Malau     | Tofaga A        | 2     |
| 7  | Ioane Haumili     | Niutao A        | 2     |
| 8  | Peleuila Selau    | Manu Laeva A    | 2     |
| 9  | Lusia Lapane      | Lakena United A | 2     |
| 10 | Alii              | Nui A           | 2     |

### Jaarlijkse toekenning

#### De beste speler van de competitie
De beste speler van de competitie was Taufaiva Andrew  van Nauti A.